# Anton Ludwig Ulrich
Anton Ludwig Ulrich (* 9. Mai 1751 in Brilon; † 8. Oktober 1834 in Bredelar) war ein deutscher Unternehmer der Montanindustrie in vor- und frühindustrieller Zeit.

## Leben
Ulrich entstammte einer Gewerken- und Unternehmerfamilie, die ihren wirtschaftlichen Schwerpunkt im 18. und 19. Jahrhundert im oberen Sauerland hatte, aber darüber hinaus auch in anderen Teilen Westfalens wirtschaftlich aktiv war. Sein Vater war Ludwig Joseph Ulrich († 1786), ein Gutspächter in Hoppecke, Eisenhüttenbetreiber und Bürgermeister der Stadt Brilon. 
Am 30. Oktober 1774 heiratete er Maria Anna Catharina Francisca Bidenharn (1748–1827) in der Kirche St. Bonifatius (Neuenkirchen).
Im Jahr 1774 gründete Ulrich in der Nähe eines früher von seinem Vater betriebenen Eisenwerkes in Altenbeken ein Hammer- und  Hüttenwerk. Im Jahr 1777 kam ein Hochofen dazu. Nach dem Tod seines Vaters übernahm er auch dessen Besitzungen und Gewerbebetriebe in Brilon. Dazu zählten auch Anteile an den Gruben des Briloner Eisenbergs. Im Jahr 1802 erwarb er das zweite Eisenwerk in Altenbeken. Spezialisiert waren die Werke auf die Herstellung von Öfen.
Außerdem erwarb er die Hütten und Erzgruben im Tal der Hoppecke und um Giershagen sowie Anteile an Gruben jenseits der Grenze im Waldeckischen. Im Jahr 1823 verkaufte er die Eisenwerke in Altenbeken. Aufgrund wirtschaftlicher Schwierigkeiten blieben nur die Hütten in Bredelar und Hoppecke bestehen. Ab 1825 plante Ulrich eine neue Hütte zu errichten, die Konzession dazu erhielt er aber nur unter der Auflage die beiden bisherigen Hütten stillzulegen. Gemeinsam mit seinem Sohn Theodor (1790–1871) ließ er in der ehemaligen Klosterkirche des Klosters Bredelar einen Hochofen errichten, die Theodorshütte nahm 1828 den Betrieb auf.
In der Zeit des Königreichs Westphalen war Ulrich 1808 bis 1813 Bürgermeister (Maire) von Altenbeken. Außerdem war er zwischen 1808 und 1813 Ratsmitglied für den Distrikt Höxter und Mitglied der Reichsstände des Königreichs Westphalen.
Nach dem Tod seiner Ehefrau zog er 1827 zur Familie seines Sohnes Theodor nach Bredelar. Am 8. Oktober 1834 verstarb er dort an Altersschwäche und wurde am 10. Oktober 1834 in Beringhausen begraben.